# Atkinson (banda)
Atkinson fue un supergrupo de rock originario de Caracas, Venezuela, conformado por Wincho Schafer, Rafael Cadavieco y Erik Aldrey.

## Historia
Wincho Schäfer fue bajista de la banda Sentimiento Muerto y PAN (ambas con Cayayo Troconis). Rafael Cadavieco fue baterista de Zapato 3, ambas bandas destacadas, y Erik Aldrey, productor musical e ingeniero de grabación de Los Amigos Invisibles. Formaron la agrupación en 2008.
En 2009 publicaron su primer álbum, Colonia para el alma, que se posicionó alto en las radios nacionales. El videoclip de su sencillo «Así es como te amo» rompió el récord de visualizaciones para un artista de Latinoamérica en MySpace.
Atkinson se presentó junto a la banda irlandesa The Cranberries y tocaron para 25 000 personas en la apertura del concierto de la banda estadounidense Aerosmith en Venezuela de 2010.
Después de varios meses de grabación, en 2011 publicaron su segundo álbum, Mota Foca, de contenido político y social, presentándolo en vivo el 12 de mayo de ese año y emprendiendo una gira nacional por Caracas, Maracaibo, Puerto La Cruz, Barquisimeto, Punto Fijo, Puerto Ordaz, Mérida.
En noviembre de 2011 Wincho Schäfer anunció su salida, lo que posteriormente conllevó a la disolución del grupo. Se considera que, aunque Atkinson tuvo corta duración, fue trascendente en la historia del rock de Venezuela.

## Miembros
- Wincho Schäfer: voz y bajo.
- Erik Aldrey: guitarra.
- Rafael Cadavieco: batería.

## Discografía
- Colonia para el alma (2009)
- Mota Foca (2011)